# Distrito de Abu
El distrito de Abu (阿武郡 Abu-gun?) es un distrito localizado en la prefectura de Yamaguchi, Japón. En junio de 2019 tenía una población estimada de 3.143 habitantes y una densidad de población de 27,1 personas por km². Su área total es de 115,95 km².

## Localidades
- Abu